# 松本奈己
松本 奈己 （まつもと なお、2002年11月28日 - ）は、京都府出身の女子サッカー選手。セレッソ大阪ヤンマーレディース所属。ポジションはミッドフィールダー。

## 来歴

### クラブ
2016年、Jリーグクラブセレッソ大阪の女子チームセレッソ大阪堺レディースの下部組織であるセレッソ大阪堺ガールズに入団して7期生となった。U-16、U-17日本女子代表。セレッソ大阪堺レディースに下部組織選手として登録されたが出場機会は無く、その後は主にセレッソ大阪堺ガールズで出場を重ねた。
2021年、主力選手が多く移籍した事もあって先発メンバーに抜擢された。高和芹夏、宮本光梨とスリーボランチを形成した。また、チーム内唯一のリーグ戦全試合先発出場者だった。

## 個人成績

### クラブ
| 国内大会個人成績 | 国内大会個人成績               | 国内大会個人成績 | 国内大会個人成績 | 国内大会個人成績 | 国内大会個人成績 | 国内大会個人成績 | 国内大会個人成績 | 国内大会個人成績 | 国内大会個人成績 | 国内大会個人成績 | 国内大会個人成績 |
| 年度             | クラブ                         | 背番号           | リーグ           | リーグ戦         | リーグ戦         | リーグ杯         | リーグ杯         | オープン杯       | オープン杯       | 期間通算         | 期間通算         |
| 年度             | クラブ                         | 背番号           | リーグ           | 出場             | 得点             | 出場             | 得点             | 出場             | 得点             | 出場             | 得点             |
| 日本             | 日本                           | 日本             | 日本             | リーグ戦         | リーグ戦         | リーグ杯         | リーグ杯         | 皇后杯           | 皇后杯           | 期間通算         | 期間通算         |
| ---------------- | ------------------------------ | ---------------- | ---------------- | ---------------- | ---------------- | ---------------- | ---------------- | ---------------- | ---------------- | ---------------- | ---------------- |
| 2016             | セレッソ大阪堺レディース       | 38               | なでしこ2部      | 0                | 0                | 0                | 0                | 0                | 0                | 0                | 0                |
| 2018             | セレッソ大阪堺レディース       | 37               | なでしこ1部      | 0                | 0                | 0                | 0                | 0                | 0                | 0                | 0                |
| 2019             | セレッソ大阪堺レディース       | 24               | なでしこ2部      | 4                | 0                | 0                | 0                | 0                | 0                | 4                | 0                |
| 2020             | セレッソ大阪堺レディース       | 24               | なでしこ1部      | 0                | 0                | -                | -                | 0                | 0                | 0                | 0                |
| 2021             | セレッソ大阪堺レディース       | 6                | なでしこ1部      | 22               | 1                | -                | -                | 5                | 2                | 27               | 3                |
| 2022             | セレッソ大阪堺レディース       | 6                | なでしこ1部      | 16               | 2                | -                | -                | 3                | 0                | 19               | 2                |
| 2023-24          | セレッソ大阪ヤンマーレディース | 6                | WE               | 7                | 0                | 4                | 0                | 0                | 0                | 11               | 0                |
| 2024-25          | セレッソ大阪ヤンマーレディース | 6                | WE               |                  |                  | 4                | 0                | 1                | 0                | 5                | 0                |
| 通算             | 日本                           | 日本             | 1部              | 7                | 0                | 8                | 0                | 1                | 0                | 16               | 0                |
| 通算             | 日本                           | 日本             | 2部              | 42               | 3                | 0                | 0                | 8                | 2                | 50               | 5                |
| 総通算           | 総通算                         | 総通算           | 総通算           | 49               | 3                | 4                | 0                | 9                | 2                | 62               | 5                |

1. ↑  セレッソ大阪堺ガールズの出場記録を含まない

- 日本女子サッカーリーグ
  - 初出場 - 2019年9月21日 なでしこリーグ2部 第13節 オルカ鴨川FC戦 (高知県立春野総合運動公園球技場)[3]
  - 初得点 - 2021年6月19日 なでしこリーグ1部 第12節 スフィーダ世田谷FC戦(駒沢オリンピック公園総合運動場陸上競技場))[3]

- WEリーグ
  - 初出場 - 2023年11月18日 第2節 大宮アルディージャVENTUS戦 (NACK5スタジアム大宮)[4]

## タイトル

### クラブ
- セレッソ大阪堺ガールズ
  - 関西女子サッカーリーグ1部: 1回 (2016)
  - JFA 全日本U-18女子サッカー選手権大会: 1回 (2016)

- セレッソ大阪堺アカデミー
  - U-15なでしこアカデミーカップ: 1回 (2018)

- セレッソ大阪堺レディース
  - なでしこリーグカップ2部: 1回 (2019)